# Gerhardsen Gerner
Gerhardsen Gerner ist eine Galerie für zeitgenössische Kunst in der Linienstraße 85 in Berlin-Mitte. Die Galerie mit Räumen in Berlin und Oslo wird betrieben von den Galeristen Atle Gerhardsen (* 1964 in Oslo) und Nicolai Gerner-Mathisen (* 1979 in Oslo).

## Beschreibung
1995 wurde die Galerie unter dem Namen c/o in Oslo von Atle Gerhardsen gegründet. Atle Gerhardsen zeigt in Oslo erstmals Werke von Künstlern wie Tony Oursler, Matthew Ritchie und Carroll Dunham. Im Jahr 2000 erfolgt der Umzug nach Berlin, wo Atle Gerhardsen 2001 die Räume am damaligen Galerien-Hot-Spot in den S-Bahnbögen nahe dem S-Bahnhof Jannowitzbrücke unter dem Namen c/o – Atle Gerhardsen eröffnet. Nachdem die S-Bahnbögen 2001 als zusätzlicher Ausstellungsort für die 2. Berlin Biennale genutzt wurden, ziehen anschließend einige der renommiertesten Kunstgalerien in die Bögen ein. Damals hatten die Galerien carlier|gebauer, Max Hetzler, Mehdi Chouakri oder der non profit space Büro Friedrich dort ebenfalls ihre Räumlichkeiten.
Anfang 2009 wird die Galerie in Gerhardsen Gerner umbenannt, um den langjährigen Geschäftspartner von Atle Gerhardsen, Nicolai Gerner-Mathisen, im Namen zu haben.
Am 15. Mai 2012 eröffnen Atle Gerhardsen und Nicolai Gerner-Mathisen ihre zweite Galerie im neu errichteten Bezirk Tjuvholmen in Oslo. In Oslo zeigte Gerhardsen Gerner Ausstellungen mit Künstlern wie Tal R, Julian Opie, Georg Herold, Ólafur Elíasson oder im März 2014 die Gruppenausstellung DO NOT DISTURB mit dem skandinavischen Künstlerduo Elmgreen & Dragset.
Nach 15 Jahren an der Jannowitzbrücke zieht die Berliner Galerie im Februar 2016 in die Linienstraße 85 in Berlin-Mitte.

## Künstler der Galerie
- Amy Adler
- Nader Ahriman
- Per Inge Bjørlo
- Monica Bonvicini (Oslo)
- Peppi Bottrop
- Edgar Bryan
- Carroll Dunham
- Ólafur Elíasson (Oslo)
- Lothar Hempel
- Georg Herold (Oslo)
- Jim Lambie
- Shintaro Miyake
- Markus Oehlen
- Julian Opie
- Parra for Cuva (Records)
- Seth Pick
- Lari Pittman
- Magnus Plessen (Oslo)
- Ingegerd Råman
- Matthew Ritchie
- Thomas Ruff (Oslo)
- David Salle
- Andreas Slominski (Oslo)
- Dirk Stewen
- Annika Ström
- Trashlagoon (Records)
- Paloma Varga Weisz (Oslo)
- James White
- Andrea Winkler

## Kunstmessen
- regelmäßige Teilnahme an der Art Basel[11][12][13][14][15]
- Gallery Weekend Berlin
- Art Basel, Hong Kong[11]